# فرانسيسكو ماديرو
فرانسيسكو إغناسيو ماديرو غونزاليس (بالإسبانية: Francisco I. Madero)‏ (30 أكتوبر 1873 - 22 فبراير 1913)، المعروف باسم فرانسيسكو آي. ماديرو، رجل أعمال مكسيكي، ومالك للأراضي، وإصلاحي، وكاتب، ورجل دولة، وأصبح الرئيس السابع والثلاثين للمكسيك منذ عام 1911 حتى أُجبر على الاستقالة في انقلاب يميني في فبراير 1913 واغتيل خلاله. وهو فرد من عائلة كبيرة وثرية للغاية من أصحاب الأراضي في ولاية كواويلا الشمالية. على الرغم من ثروته، كان مدافعًا عن العدالة الاجتماعية والديمقراطية. اشتهر ماديرو بتحديه الرئيس الذي حكم لفترة طويلة، بورفيريو دياث، في عام 1910 ولعبه دورًا أساسيًا في إشعال الثورة المكسيكية. في أعقاب سجنه قبل الانتخابات المزورة في صيف عام 1910، دعا إلى الإطاحة العنيفة بدياث كملاذ أخير في خطة سان لويس بوتوسي عام 1910. وربط التاريخ المكسيكي تاريخ اندلاع الثورة المكسيكية بهذه الخطة.
حتى ترشحه للرئاسة في انتخابات عام 1910، لم يكن قد شغل منصبًا مطلقًا، لكنه ألف كتابًا بعنوان الخلافة الرئاسية في عام 1910، (1908). دعا ماديرو الناخبين إلى الامتناع عن إعادة انتخاب بورفيريو دياث للمرة السادسة، والتي اعتبرها ماديرو مناهضة للديمقراطية. ساعدت رؤيته في إرساء الأساس لمكسيك ديمقراطي في القرن العشرين، في محاولة للقيام بذلك دون استقطاب الطبقات الاجتماعية. موّل حزب المعارضة المناهض لإعادة الانتخاب وحث الناخبين على الإطاحة بدياث في انتخابات عام 1910. وحظي ترشيح ماديرو ضد دياث بتأييد واسع النطاق في المكسيك. كان يتمتع بموارد مالية مستقلة، وتصميم أيديولوجي، وشجاعة لمعارضة دياث عندما كان القيام بذلك أمرًا خطيرًا. وكان دياث قد اعتقل ماديرو قبل الانتخابات، التي اعتبرت آنذاك غير شرعية. هرب ماديرو من السجن وأصدر خطة سان لويس بوتوسي من الولايات المتحدة. وللمرة الأولى، دعا إلى انتفاضة مسلحة ضد دياث المنتخب بشكل غير شرعي، ووضع الخطوط العريضة لبرنامج الإصلاح.
تركز دعم ماديرو في شمال المكسيك وساعده في ذلك الحصول على الأسلحة والتمويل في الولايات المتحدة. الثورة «ما كانت لتنجح لولا الولايات المتحدة». في تشيهواهوا، جند ماديرو أثرياء تشيهواهوا ومن بينهم مالك الأرض أبراهام غونزاليس في حركته، وعينه حاكمًا مؤقتًا للولاية. جند غونزاليس فرانشيسكو فيا، وباسكوال أورثكو كقادة للثوار في تشيهواهوا. عبر ماديرو من تكساس إلى المكسيك وتولى قيادة مجموعة من الثوار، لكنهم هُزموا في كاساس غراندز على يد الجيش الفيدرالي وترك ماديرو قيادة الرجال في المعركة لمن هو مؤهل لذلك. خشي ماديرو من أن تتسبب معركة الاستيلاء على سيوداد خواريز في سقوط ضحايا في مدينة إل باسو الأمريكية، على الجانب الآخر من ريو غراندي، ودفع الولايات المتحدة للتدخل. أمر أوروزكو بالتراجع، لكن أوروزكو عصى الأمر وأخذ خواريز. استقال دياث في 25 مايو 1911، بعد توقيع معاهدة سيوداد خواريز. احتفظ ماديرو بالجيش الفيدرالي وطرد المقاتلين الثوريين الذين أجبروا دياث على الاستقالة.
تمتع ماديرو بشعبية كبيرة بين العديد من القطاعات، لكنه لم يتولَ الرئاسة على الفور. نُصب رئيس مؤقت وكان من المقرر إجراء الانتخابات في خريف عام 1911. انتخِب ماديرو رئيسًا في 15 أكتوبر 1911 بنسبة% 90 تقريبًا من الأصوات، وأدى اليمين الدستورية في 6 نوفمبر 1911. سرعان ما واجهت إدارته معارضة من الثوريين الأكثر راديكالية ومن المحافظين. لم يتحرك بسرعة في مجال الإصلاح الزراعي، والذي كان مطلبًا رئيسيًا للعديد من مؤيديه. أعلن المؤيد السابق إميليانو زاباتا نفسه متمردًا على ماديرو في خطة أيالا لعام 1911، وبالمثل في شمال البلاد، واجه ماديرو تمردًا من الموالي السابق باسكوال أورثكو. كانت هذه تحديات كبيرة لرئاسة ماديرو. وأصيب العمال بخيبة أمل من سياساته المعتدلة. أعرب رواد الأعمال الأجانب عن قلقهم لأن ماديرو غير قادر على الحفاظ على الاستقرار السياسي الذي من شأنه أن يحافظ على أمان استثماراتهم، في حين شعرت الحكومات الأجنبية بالقلق إزاء عدم استقرار المكسيك مما يهدد النظام الدولي.
في فبراير 1913 وقع انقلاب عسكري في العاصمة المكسيكية بقيادة الجنرال فيليكس دياث، ابن شقيق بورفيريو دياث، والجنرال برناردو رييس، وانضم إليه الجنرال فيكتوريانو ويرتا، القائد العسكري للمدينة. وأيده سفير الولايات المتحدة. اعتقِل ماديرو واغتيل بعد ذلك بوقت قصير مع نائبه، خوسيه ماريا بينو سواريز، في أعقاب سلسلة الأحداث التي تسمى الآن الأيام العشرة المأساوية.

بعد اغتياله، أصبح ماديرو قوة موحدة للعناصر المختلفة في المكسيك المعارضة لنظام ويرتا. في شمال البلاد، قاد فينوستيانو كارانسا، حاكم كواويلا آنذاك، الجيش الدستوري ضد هويرتا، في غضون ذلك، واصل زاباتا تمرده ضد الحكومة الفيدرالية بموجب خطة أيالا. بمجرد الإطاحة بويرتا في يوليو 1914، حُل تحالف المعارضة ودخلت المكسيك مرحلة جديدة من الحرب الأهلية.

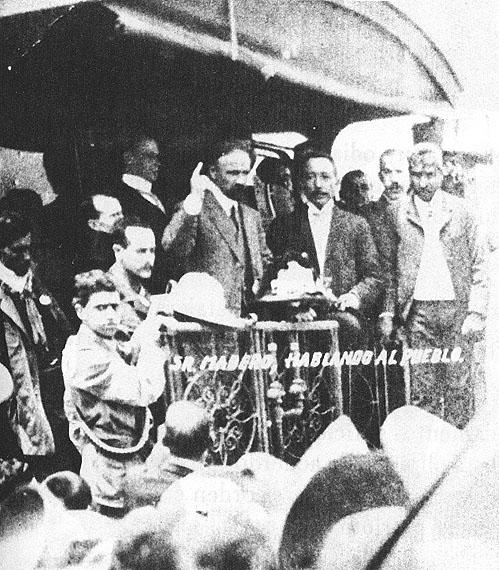
قام فرانسيسكو ماديرو بحملات من خلف عربة سكة حديد في عام 1910.

## السيرة
ماديرو هو ابن إيفاريستو ماديرو، وهو صاحب أملاك ثري. ولد ماديرو في عقار العائلة في روزاريو في منطقة باراس في ولاية كواهويلا يوم 18 أكتوبر 1873. وامضى شبابه في إدارة أملاك العائلة. ثم التحق بجامعة كاليفورنيا في عام 1893. بحلول العام 1903 كان ماديرو معروفا بتوجهاته السياسية المستقلة، وفي 1905 ترشح ضد دياز كحاكم على الولاية. في عام 1908 عارض إعادة انتخاب دياز في انتخابات عام 1910، وألف كتابا عن الموضوع بعنوان La sucesión presidential en 1910. وفي عام 1909 ترأّس الحزب المعادي لإعادة الانتخاب ورشح نفسه للرئاسة. لم ينشغل دياز بحملة ماديرو حتى يونيو 1910، حيث اعتقله في مونتيري بسبب افتعال الشغب وأرسل إلى السجن في سان لويس بوتوسي وسجن حتى انتصر دياز في الانتخابات وتولى الحكم.
أطلق سراحه بكفالة في 20 يوليو، وهرب في 7 أكتوبر إلى سان أنطونيو، تكساس، حيث وضع خطة سان لويس بوتوسي في 5 أكتوبر. في تلك الفترة تمت المصادقة قانونيا على نتيجة انتخاب دياز كرئيس للبلاد. وصوت الثوريون في سان انطونيو في 6 نوفمبر على بدء ثورة مسلّحة فورا في كافة أنحاء المكسيك. بدأت الاضطرابات قبل الأوان، وتم تهديد ماديرو بالتوقيف لانتهاكه الحياد، إلا أنه عبر الحدود إلى تشيواوا وترأّس الحركة الثورية التي بدأها باسكوال أوروزكو وآخرون. احتل الثوريون مدينة خواريز في مايو، الأمر الذي قضى على سمعة دياز ودفعه للاستقالة في 25 مايو 1911. دخل ماديرو مدينة مكسيكو منتصرا في 7 يونيو. تم انتخابه رئيسا خلال فترة رئاسة فرانسيسكو دي لا بارا وذلك في أكتوبر وتم تنصيبه 6 نوفمبر لفترة تقرر أن تنتهي في 30 نوفمبر 1916. تميز حكمه بالمخططات الحالمة التي أثارت الخلافات بين الفرق، كما تسببت الثورات بتوتير العلاقات مع الولايات المتّحدة. ولم يتمكن من تحويل برامجه الثورية إلى قانون.
أعلن فيليكس دياز، ابن أخ بورفيريو دياز، التمرّد على ماديرو، ولكن تم أسره في أكتوبر 1912. وقامت الولايات المتحدة بتسليم الجنرال بيرناردو ريس، وهو حاكم سابق لولاية نويفو ليون. وتم حبس الرجلين في العاصمة، ولكن المجندين المتمردين أطلقوا سراحهم في 9 فبراير 1913. انضمت إليهم القوّات الحكومية وحاصروا القصر الوطني لعشرة أيام. أما الجنرال فيكتوريانو ويرتا، آمر قوّات ماديرو، فقد تخلى عنه، وأجبر الرئيس ونائب الرئيس، خوسيه بينو سواريز، على الاستقالة في 18 فبراير. وقتلا في ليلة 22 فبراير، رغم الوعود بالأمان، وذلك عندما تم نقلهما من القصر الوطني إلى السجن. انتحر القاتل المزعوم فرانسيسكو كارديناس في نوفمبر 1920، وكان وقتها في غواتيمالا حيث طالبت الحكومة المكسيكية بتسليمه.

## الحياة السياسية

### مدخل إلى السياسة (1903-1908)
في 2 أبريل 1903 سحق برناردو رييس، حاكم نويفو ليون، مظاهرة سياسية بعنف، في مثال على السياسات الاستبدادية المتزايدة للرئيس بورفيريو دياث. تأثر ماديرو تأثرًا عميقًا، واعتقادًا منه بأنه تلقى المشورة من روح أخيه الراحل راؤول، قرر أن يتصرف. قالت له روح راؤول: «اطمح لفعل الخير لمواطنيك.. اعمل من أجل مثال نبيل يرفع المستوى الأخلاقي للمجتمع، وينجح في تحريره من القهر والعبودية والتعصب». أسس ماديرو نادي بينيتو خواريز الديمقراطي وترشح لمنصب البلدية في عام 1904، على الرغم من أنه خسر الانتخابات بفارق ضئيل. بالإضافة إلى أنشطته السياسية، واصل ماديرو اهتمامه بالروحانية، ونشر عددًا من المقالات تحت الاسم المستعار أرجونا (أمير من مهابهاراتا).
في عام 1905 انخرط ماديرو أكثر فأكثر في معارضة حكومة دياث، التي استبعدت عائلته من السلطة السياسية. نظم النوادي السياسية وأسس صحيفة سياسية (إل ديموكرتا) ومجلة دورية ساخرة (إل موسكو، ذا فلاي). هُزم مرشح ماديرو المفضل، فرومينسيو فوينتيس، أمام بورفيريو دياث في انتخابات حاكم كواويلا عام 1905. أراد دياث سجن ماديرو، لكن برناردو رييس اقترح أن يُطلب من والد فرانسيسكو السيطرة على ابنه السياسي.

### زعيم الحركة المناهضة لإعادة الانتخاب (1908-1909)
في مقابلة مع الصحفي جيمس كريلمان نُشرت في 17 فبراير 1908 من مجلة بيرسون، قال الرئيس دياث أن المكسيك مستعدة للديمقراطية وأن الانتخابات الرئاسية عام 1910 ستكون انتخابات حرة.
قضى ماديرو الجزء الأكبر من عام 1908 في كتابة كتاب، يصب في إخراج الروح المعنوية حسب اعتقاده، وتحدث فيه عن بينيتو خواريز نفسه. نُشر هذا الكتاب في يناير 1909، وكان بعنوان (الخلافة الرئاسية لعام 1910). سرعان ما أصبح الكتاب من أكثر الكتب مبيعًا في المكسيك. أعلن الكتاب أن تركيز السلطة المطلقة في يد رجل واحد -بورفيريو دياث- لفترة طويلة جعل المكسيك مريضة. أشار ماديرو إلى المفارقة في أن شعار بورفيريو دياث السياسي في عام 1871 كان «لا لإعادة انتخاب». أقر ماديرو بأن بورفيريو دياث قد جلب السلام وضبط النمو الاقتصادي للمكسيك. ومع ذلك، جادل ماديرو بأن هذا قابله فقدان كبير للحرية، بما في ذلك المعاملة الوحشية لشعب ياكوي، وقمع العمال في كانانيا، والتنازلات المفرطة للولايات المتحدة، والمركزية غير الصحية للسياسة حول شخص الرئيس. دعا ماديرو إلى عودة الدستور الليبرالي لعام 1857. ولتحقيق ذلك، اقترح ماديرو تنظيم حزب ديمقراطي تحت شعار (حق التصويت الفعال. لا لإعادة الانتخاب). وبوسع بورفيريو دياث إما أن يرشح نفسه في انتخابات حرة أو يتقاعد.

## وصلات خارجية
- فرانسيسكو ماديرو على موقع IMDb (الإنجليزية)
- فرانسيسكو ماديرو على موقع الموسوعة البريطانية (الإنجليزية)
- فرانسيسكو ماديرو على موقع إن إن دي بي (الإنجليزية)